# Karasay (distrito)
Karasay (em cazaque:  Қарасай ауданы, Qarasaı aýdany; em russo:  Карасайский район, ex-distrito de Kaskelen) é um distrito da Almaty (região) no Cazaquistão. O centro administrativo do distrito é a cidade de Kaskelen. População: 280 939 (2013 estimativa); 247,616 (Resultados do Censo 2009); 154,602 (Resultados do Censo de 1999).

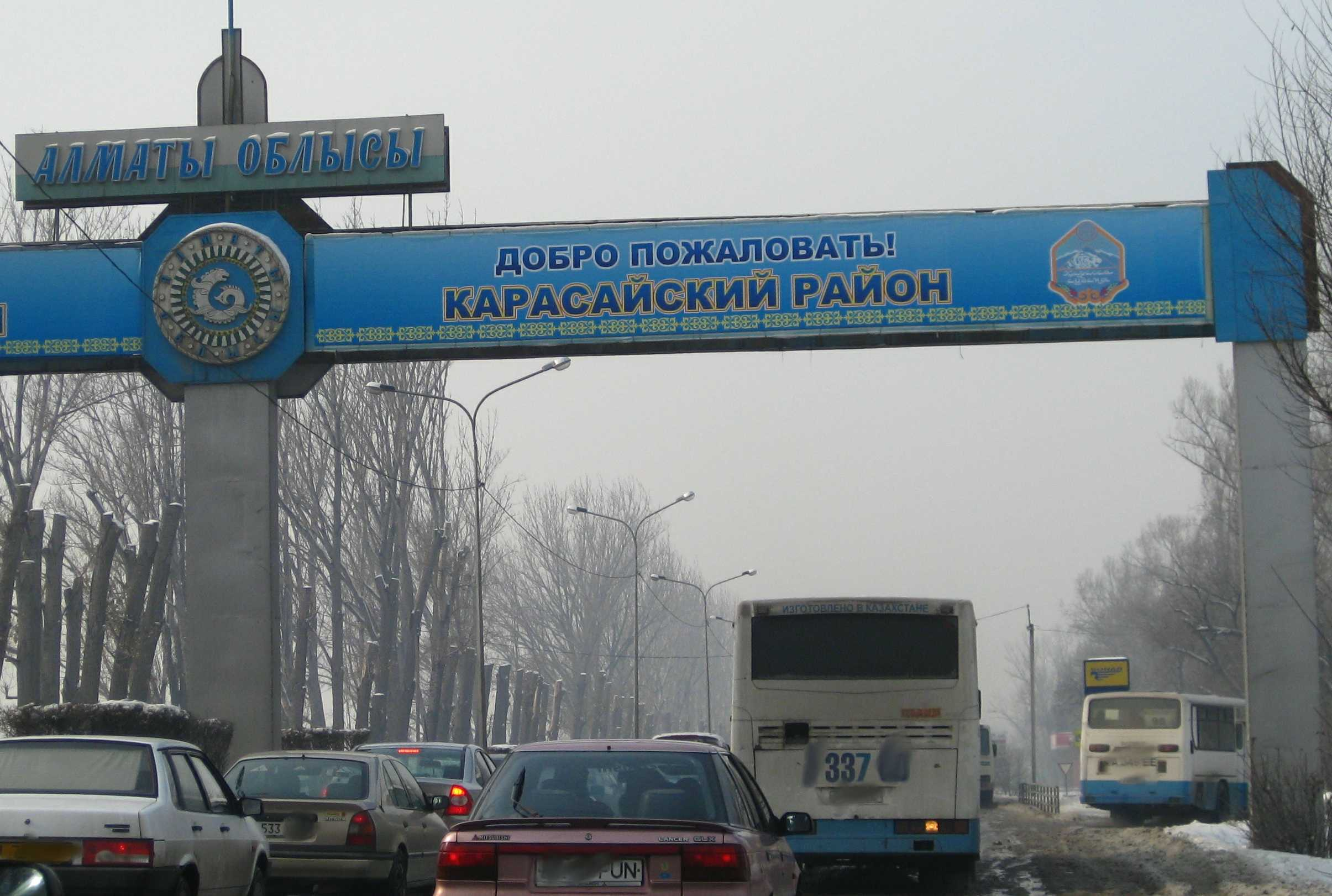
O sinal de boas-vindas na entrada do distrito de Karasay da cidade de Almaty

## Demografia
O censo de 2010 mostra uma população de 170.495 habitantes.

A população era então distribuída, entre cazaques (58%), russos (22%), turcos (6%), azeris (3%), uigures (2%), curdos (2%), tártaros (1%), Alemães (1%), ucranianos (0,7%), coreanos (0,5%), chechenos (0,3%) e outros (3,5%).